# Tấn công (quân sự)
Tấn công trong quân sự là hoạt động triển khai lực lượng chiến đấu chiếm lấy lãnh thổ đối phương, dùng mọi vũ khí và phương tiện sẵn có của lực lượng vũ trang tiêu diệt quân đối phương, bao gồm giết binh lính họ và phá hủy các cơ sở công sự. Một cuộc tấn công được đặt ra và thực hiện với mục tiêu cụ thể theo các mức độ quan trọng khác nhau, từ đó định ra mức độ quy mô của cuộc tấn công ở cấp chiến thuật, chiến dịch hoặc chiến lược.
Tấn công quân sự là biện pháp để đạt được mục tiêu chính trị, vì vậy nó được tính toán để đạt được chiến thắng. Cuộc tấn công vào lãnh thổ một nước khác với mục đích không được tuyên bố rõ ràng thường sẽ được truyền thông mô tả là xâm lược.
Một cuộc tấn công có thể thực hiện độc lập, như tấn công của không quân, tấn công hải quân, tấn công lục quân hoặc một cuộc tấn công hợp đồng các quân binh chủng khác nhau. Tấn công sau khi thực hiện một hoạt động phòng thủ thành công được gọi là phản công.
Cuộc tấn công quy mô nhất trong lịch sử chiến tranh là Chiến dịch Barbarossa của quân đội Đức Quốc Xã nhằm vào Liên Xô, diễn ra từ ngày 22 tháng 6 năm 1941, với quân số tham chiến của Đức là 3,2 triệu quân.

## Nguyên tắc chiến tranh
Hoạt động tấn công thường thông báo trước cho bên sẽ bị tấn công, việc thông báo là một lời tuyên chiến chính thức. Các quốc gia châu Âu xem hành động tấn công mà không có tuyên bố là vi phạm luật pháp về chiến tranh. Tuy vậy, hầu hết các cuộc tấn công quy mô lớn như trong thời Thế chiến II được tiến hành ở châu Âu bởi Đức Quốc Xã thường diễn ra bất ngờ. Cuộc tấn công không báo trước liên quan đến chiến lược chiến tranh chớp nhoáng, để đạt được lợi thế quân sự và dễ dàng chiến thắng.
Khi chiến sự đang diễn ra, hai bên đã vào tình trạng chiến tranh thì mọi cuộc tấn công trên mặt trận đều không cần phải thông báo.

## Tổ chức tấn công
Việc tổ chức một cuộc tấn công quân sự liên quan đến:
- Kế hoạch và mục tiêu: Một cuộc tấn công quân sự phải lên kế hoạch và xác định mục tiêu chiến lược rõ ràng. Mục tiêu này là sự nối tiếp các mục tiêu chính trị nhà nước,[1] việc sử dụng quân đội vào chiến tranh là bước cuối cùng. Nếu không có động cơ, bao gồm không có yêu cầu phải phòng vệ, một cuộc tấn công sẽ không được đặt ra.
- Đơn vị và nguồn lực: Nhiệm vụ được giao cho các đơn vị quân đội và phân bổ trình tự triển khai. Quân đội phải chọn lựa lực lượng phù hợp cho một cuộc tấn công và cho các cuộc tấn công ở mức độ nhỏ trên các địa điểm khác nhau, chuẩn bị quân số và vũ khí, xe cộ, xăng dầu, đạn dược, thực phẩm, thuốc men,...Các quốc gia giàu thường có khả năng kinh tế lớn, vì vậy dễ dàng duy trì khả năng cung ứng chiến tranh. Trong nhiều cuộc chiến tranh trong lịch sử, các đạo quân tấn công thường thực hiện chiến lược Lấy chiến tranh nuôi chiến tranh, huy động nhân lực, vật lực lãnh thổ chiếm đóng, để có thể tiếp tục chiến tranh.
- Địa bàn tác chiến: Tấn công diễn ra trong một phạm vi không gian xác định và đã được chọn lựa kỹ, một phạm vi lớn được gọi là mặt trận, thường việc chọn lựa nhắm đến các trung tâm quan trọng của đối phương như tổng hành dinh, cầu cảng, kho tàng,...nhằm tê liệt tức thời khả năng phản ứng.
- Thời hạn: Về mặt thời gian, tấn công được quy định trong kế hoạch và nó bị giới hạn liên quan nguồn lực quân sự.[4] Một cuộc tấn công phải trù tính thời điểm nguồn lực cạn kiệt và đến đỉnh điểm mà nguồn lực cần được bổ sung. Thời gian sẽ tiêu thụ một nguồn vật chất khổng lồ. Một cuộc tấn công sẽ yếu đi dần nếu phải chạy đua với thời gian, các vấn đề cạn kiệt nguồn lực như xăng dầu sẽ khiến khả năng quân sự tê liệt.
- Khoảng cách: Tấn công phải đặt ra các vấn đề về phương tiện và khả năng hậu cần, một đạo quân không thể tổ chức một cuộc tấn công ở khoảng cách xa xôi nếu thiếu phương tiện. Chậm chạp trong việc triển khai sẽ dẫn đến hệ lụy đối phương phát hiện và mau chóng báo động, đặt họ vào tình huống sẵn sàng chiến đấu, khi yếu tố bất ngờ của cuộc tấn công giảm đi thì mức độ tử thương của quân tấn công sẽ gia tăng. Hậu quả là khi đưa được quân tấn công đến mặt trận, sẽ chỉ dễ dàng bị đánh bại hoặc bị tiêu diệt hoàn toàn.

Các vấn đề khác ngoài yếu tố phương tiện di chuyển liên quan tính bất ngờ, là vấn đề không gian-khoảng cách tấn công và về hậu cần. Khi quân tấn công triển khai trên một mặt trận càng rộng lớn, quân số càng mỏng đi, sức mạnh tấn công theo mật độ lãnh thổ giảm dần, về hậu cần thì đường vận chuyển sẽ trở nên nguy hiểm rất khó để bảo vệ. Một cuộc tấn công nếu không cung ứng kịp thời hậu cần và bảo vệ tốt đường hậu cần sẽ khiến quân tấn công dễ dàng bị đánh bại. Do đó, trong một số tình huống chiến tranh, quân bị đối phương chỉ cần một số ít đơn vị chuyên quấy rối hậu cần đã có thể làm đảo lộn ưu thế và đánh bại quân tấn công.

## Tính chất chiến thuật cơ bản
Tấn công là hành động sử dụng quân đội đánh vào lực lượng đối phương, tính chiến thuật cơ bản được xem xét ở mức độ nhỏ nhất trong tình huống chiến đấu đến mức độ cao nhất trên một mặt trận có thể tham chiếu bao gồm:
- Tấn công dựa vào cách thức.
- Tấn công dựa vào đội hình chiến thuật.
- Tấn công theo đơn vị riêng lẻ hoặc tấn công phối hợp nhiều đơn vị hoặc các đơn vị hỗn hợp.
- Tấn công theo hướng.
- Tấn công nhanh: theo tính năng cơ động.
- Tấn công theo trình tự: không kích cài nát cả chiến trường, hoặc pháo kích để dọn dẹp nếu thiếu khả năng không quân, sau đó lực lượng tăng tiến lên, theo sau là bộ binh.
- Tấn công đồng loạt.
- Tấn công nhằm vào yếu điểm: chọn lựa điểm yếu trên hệ thống phòng ngự đối phương, như tình huống người lính tấn công vào một điểm hỏa lực yếu của tuyến chiến đấu, vượt qua các hàng rào, chiến hào và các công sự khác, chọc thủng tuyến quân đối phương. Ở cấp độ lớn, tấn công các mục tiêu là yếu điểm như vùng bố trí lực lượng yếu của đối phương, hoặc vùng quan trọng về kinh tế,...Một số chiến thuật liên quan tấn công trọng điểm. Chiến thuật này cũng liên quan tấn công trực diện vào quân chủ lực đối phương trong một trận chiến quyết định, nhưng chỉ khi nào có quân đội mạnh hơn.
- Tấn công lực lượng rời rạc: khi không đủ sức đánh mạnh và trực diện, hiệu quả là tấn công diệt từng điểm, quân chiến đấu sẽ tấn công chiến thuật đơn vị nhỏ, cấp tiểu đoàn trở xuống, nhằm diệt mỗi lần một ít quân đối phương, sau đó rút lui. Lối đánh này thường nhấn mạnh tính cơ động và chiến thuật phổ biến là đánh du kích. Ở cấp độ lớn, sử dụng chiến thuật Tấn công từng phần.
- Tấn công sau pha phòng thủ thành công: phản công, truy kích.
- Tấn công trước khi kẻ thù hồi phục
- Tấn công và chấm dứt khi không thuận lợi: rút lui.
- Tấn công tâm lý: quấy rối, giả vờ, chia rẽ, xao lãng, bất ngờ,..., hoạt động tuyên truyền.
- Tấn công kết hợp: tấn công cùng lúc với đấu tranh chính trị, ngoại giao,...
- Tấn công phụ trợ: các chiến thuật quấy rối.
- Tấn công đặc biệt: do đặc công, cảm tử quân,...thực hiện.

## Các vấn đề của tấn công
- Mục tiêu và Bối cảnh chính trị: một cuộc tấn công quân sự xuất phát từ động cơ của nhà nước, việc dùng bạo lực là bước cuối cùng để đạt mục tiêu chính trị nhà nước. Tấn công phải đặt trên nền tảng một động cơ với mục tiêu rõ ràng. Đối với các quốc gia dân chủ, hành động tấn công phải được biện minh với truyền thông và xách động quần chúng, chứng minh tính cần thiết của tấn công hoặc tấn công phản kích. Vì thường một cuộc tấn công chỉ là khởi đầu của một cuộc chiến tranh, và ít có khả năng đạt điểm dừng. Tấn công cũng đòi hỏi sự thông cảm và đồng thuận quốc tế như trường hợp phản công tự vệ, như sau các sự kiện Chìm RMS Lusitania, Trận Trân Châu Cảng, Thảm sát Ba Chúc, Sự kiện 11 tháng 9,... Thiếu việc đánh giá vấn đề quốc tế sẽ nguy hiểm cho phe tấn công nếu bên bị tấn công nhận được giúp đỡ quốc tế, và gây ra các áp lực đối với nước tấn công. Nhiều sự kiện tạo ra được phái thuyết âm mưu lý giải là nhằm hỗ trợ cho một cuộc tấn công quân sự.
- Cân nhắc yếu tố Liên minh: Hành động tấn công phải cân nhắc tình trạng liên minh, bao gồm liên minh quân sự của nước sẽ bị tấn công. Vì một quốc gia sẽ khó lòng đương đầu với một đối phương có sự hỗ trợ từ bên thứ ba, bao gồm chiến tranh của một liên minh quân sự.
- Chiến lược quân sự và chiến thuật quân sự: Một cuộc tấn công phải có sự chọn lựa chiến lược và chiến thuật phù hợp. Đạo quân tấn công không thể tràn sang mặt trận chiến đấu một cách vô tổ chức. Trên cấp chiến lược, tấn công phải xác định hướng tiến quân, với địa bàn là địa điểm hành quân đến xác định, và mục tiêu chiến lược, phương án chiến lược lớn nhất đề ra. Trên cấp chiến thuật, một cuộc tấn công phải tổ chức tốt việc quản lý và điều hành các đơn vị vũ trang, đội hình chiến thuật.

Việc chọn lựa chiến lược và chiến thuật là nhằm đáp ứng việc chạm trán với các đơn vị quân đối phương một cách phù hợp. Cụ thể, nếu xác định ưu thế quân đối phương có nhiều lực lượng tăng-thiết giáp, quân tấn công sẽ tăng cường các loại vũ khí chống tăng. Chọn lựa chiến lược và chiến thuật là đáp ứng yêu cầu về địa hình của nước sẽ bị tiến công với các đặc trưng quốc phòng về đơn vị vũ trang và chiến thuật riêng của nước sẽ bị tấn công.
- Xác định mức độ tổn thất có thể và khả năng quốc phòng đối phương: Tấn công phải xác định khả năng thành công của nó, các yếu tố tổn thất, đánh giá chính xác khả năng quốc phòng của đối phương, và tính toán khả năng phản công của họ. Hàng loạt kịch bản sẽ được đặt ra để đánh giá. Vì nếu bên bị tấn công có năng lực quốc phòng không được đánh giá đúng, thì nguy cơ phản ứng toàn diện để trả đũa sẽ nguy hiểm cho phe tấn công, bao gồm quân tấn công bị thiệt hại trầm trọng và quân đối phương sẽ đẩy lùi và tiến vào lãnh thổ nước tấn công.

Mức độ nhỏ trong chiến đấu, tấn công vào đối phương không phòng bị có thể giảm thiểu thiệt hại cho quân tấn công. Thông thường khi tấn công vào lực lượng đang đặt trong tình trạng báo động, phòng thủ mức độ cao, thì tổn thất sẽ nặng nề. Vì quân phòng thủ được bố trí đội hình, vị trí chiến đấu, sẵn sàng hỏa lực, cũng như sự che chắn của công sự và ngụy trang sẽ có khả năng chống trả mạnh mẽ.
- Thế và Lực: đây là yếu tố vô cùng quan trọng trong chiến tranh, đạo quân chủ động tấn công sẽ tạo ra cơ hội chiến thắng cao hơn, họ chủ động lựa chọn địa điểm và thời điểm tấn công nhất định mà quân đối phương không thể dễ dàng phán đoán, từ đó khó thực hiện các biện pháp phòng vệ nhanh chóng và hiệu quả. Quân tấn công cũng chủ động chọn lựa phương án tác chiến có lợi hơn.

Ở mức độ cao của chiến tranh, trên một mặt trận, quốc gia tấn công nếu duy trì được Thế tấn công sẽ chủ động, khi thế thượng phong được duy trì, khả năng chiến thắng sẽ cao hơn. Bao gồm chiến sự diễn ra trên lãnh thổ đối phương sẽ trực tiếp gây ra thiệt hại. Đồng thời, áp lực phòng thủ rộng khắp, và bị động trong chiến đấu từ mức độ chiến trường của trận đánh nhỏ đến mức độ tình thế chiến tranh chung mặt trận sẽ gây ra khả năng bại trận cao nhất cho quân phòng thủ.
Một khả năng quân sự mạnh mẽ nhưng rơi vào Thế bị động thì về Lực cũng khó khiến quân phòng thủ đứng vững. Việc tổ chức phòng thủ trong tình huống bị động, rối ren sẽ khiến quân phòng thủ thiệt hại nặng nề. Trong nhiều cuộc chiến tranh, các phe đánh nhau không chỉ cân đo về Lực, tức sức mạnh quân sự, mà chiến đấu liên tục nhằm vào việc giành thế chủ động. Khi Thế trận xoay chiều thì sẽ thuận lợi hơn cho các giai đoạn chiến đấu sau. Vào Thế chiến II, đến năm 1944, Thế trận xoay chiều cho quân Đức, họ rơi vào Thế thủ, phải mau chóng lùi dần về phía tây, tập hợp và tổ chức các tuyến phòng thủ, và Thế chủ động mất đi, quân Đức chỉ chống trả các cuộc tấn công của Hồng quân như thế cho đến ngày sụp đổ.
- Xác định vấn đề sau tấn công: Một cuộc tấn công vào lãnh thổ đối phương phải xác định các tình huống hậu chiến. Quân tấn công sẽ phải có biện pháp chiếm đóng lãnh thổ dài lâu, hay ký các thỏa thuận với đối phương và rút quân. Hoặc sẽ phải đối mặt với việc rời đi, quân đối phương tái chiếm, phục hồi và tổ chức phản công.
- Tấn công dân sự: Một cuộc tấn công quân sự phải xác định rõ mục tiêu quân sự, trọng tâm là loại bỏ lực lượng chiến đấu đối phương, chứ không tấn công dân sự. Việc tấn công dân thường ở các khu vực không có dấu hiệu vũ trang được xem là vi phạm các thỏa thuận và luật pháp quốc tế, nhưng vẫn thường xuyên bị vi phạm. Trong bối cảnh hiện nay, chiến tranh nếu bùng phát dễ dàng lan trên diện rộng, chiến tranh hiện đại ngày nay thường liên quan loại hình chiến tranh tổng lực trong đó việc tấn công dân sự và tấn công quân sự thường không được phân biệt rõ ràng.

## Các khái niệm

### Chiến lược tấn công và Tấn công chiến lược
- Xem: Chiến lược tấn công

Đây là các khái niệm khác nhau, chiến lược tấn công xác định chiến lược quân sự với phương án tác chiến nào mà cuộc tấn công sẽ tiến hành. Tấn công chiến lược không xác định phương án tác chiến, mà xác định tầm quan trọng và quy mô cuộc tấn công.
Một cuộc tấn công chiến lược thực hiện các nội dung lớn nhất quan trọng nhất của mục tiêu chiến tranh mà quốc gia tấn công theo đuổi, tập trung lực lượng đông đảo và mạnh mẽ nhất, cũng như sử dụng ưu tiên bao gồm trong ngắn hạn mọi phương tiện, nguồn lực vật chất. Tất cả nhằm thực thi một chiến thắng lớn và dài lâu trên một mặt trận.

### Chiến thuật tấn công và Tấn công chiến thuật
- Xem: Chiến thuật tấn công

Tương tự như khác biệt trong khái niệm của Chiến lược tấn công và Tấn công chiến lược, khái niệm Chiến thuật tấn công và Tấn công chiến thuật diễn ra ở mức độ nhỏ hơn trên chiến trường. Một mức độ trung gian giữa chiến thuật và chiến lược là sự xâu chuỗi các trận đánh liên tiếp có hệ quả tác động với nhau trong một cục diện chiến tranh, được gọi là nghệ thuật chiến dịch.
Một cuộc tấn công chiến thuật có thể thực hiện ở mức độ chiến đấu nhỏ, như một máy bay quân sự bay một cách đơn độc và ném một quả bom duy nhất vào một cây cầu bắc qua một dòng sông, nhằm phá hoại hoạt động vận tải-giao thông của quân đối phương. Tính nghiêm trọng của nó sẽ gia tăng, nếu cuộc tấn công chiến thuật được thực hiện trong tình huống chiến sự ác liệt đang diễn ra gần đó. Dù chỉ là dùng một quả bom, phá hoại một cây cầu, đoàn vận tải không thể đến, hậu cần không kịp cung ứng, một bên đang chiến đấu sẽ dễ dàng bị bên đã tấn công chiến thuật đánh bại.